# Jews for the Preservation of Firearms Ownership
 (mars 2021).
Si vous disposez d'ouvrages ou d'articles de référence ou si vous connaissez des sites web de qualité traitant du thème abordé ici, merci de compléter l'article en donnant les références utiles à sa vérifiabilité et en les liant à la section « Notes et références ».
Jews for the Preservation of Firearms Ownership (JPFO) est une organisation juive pro-arme aux États-Unis. Elle interprète le deuxième amendement de la Constitution des États-Unis  comme constituant une reconnaissance du droit naturel de tout individu à détenir et à porter une arme. Il n'est pas nécessaire d'être juif pour devenir membre de la JPFO, la seule condition à l'adhésion résidant dans l'acceptation pleine et entière de l'ensemble des amendements de la Constitution des États-Unis, et notamment de deuxième amendement.

## Description
La JPFO publie une revue, Gran'pa Jack Freedom Booklets. L'emblème de l'organisation représente une étoile de David aux couleurs du drapeau des États-Unis, ornée de chaque côté par un fusil.
De par son existence même, la JPFO réfute l'accusation d'antisémitisme dont est parfois taxé le mouvement en faveur des armes aux États-Unis.